# Patricia Foufoué Ziga
Patricia Foufoué Ziga, född 8 mars 1972, är en friidrottare från Elfenbenskusten. Hon deltog vid olympiska sommarspelen 1992.